# Ludovic Spiess
Ludovic Spiess (n. 13 mai 1938, Cluj, România – d. 29 ianuarie 2006, Drăgănești-Vlașca, Teleorman, România) a fost un tenor spinto-liric român, Ministru al Culturii între 1991-1992 și director al Operei Române din București între 2001–2005.

## Biografie
Ludovic Spiess s-a născut la Cluj, într-o familie de oameni modești, fără educație muzicală. Tânărul Spiess a descoperit marea muzică târziu, la 18 ani, într-o sală de concert din Brașov. Pe atunci avea meseria de gravor în metal.
Studiile le-a început la Cluj, cu Vasile Corpaci și Ion Mărgineanu, după care pleacă la București, unde continuă studiile cu profesorul Gheorghe Pașcu. Se căsătorește foarte devreme cu pianista Gerda Zach. După o scurtă perioadă petrecută la Ansamblul Armatei și debutul la Teatrul Muzical din Brașov, în toamna anului 1962 devine solist al Teatrului de Operetă din București (1962 - 1964), unde cântă în Lăsați-mă să cânt și Lysistrata de Gherase Dendrino, Voievodul țiganilor de Johann Strauss și Țara surâsului de Lehar. Spiess și-a continuat studiile la București cu celebrul bariton Petre Ștefănescu Goangă, în 1964 ajungând solist al Operei Române (1964 - 1988).
Urmează pentru el perioada marilor reușite internaționale: Marele Premiu la Toulouse (1964), Marele Premiu și alte două premii de interpretare la Rio de Janeiro (1965), Premiul I la s'Hertogenbosch (1966) și o bursă de studii la Milano pentru un an. Între timp debutează la Opera Română în Rigoletto, la Opera Română din Cluj și la Toulouse în Samson și Dalila. La Milano studiază cu renumitul profesor Antonio Narducci. Urmează contracte la operele din Stuttgart, Wiesbaden, München, Köln, San Francisco, Los Angeles, Buenos Aires și Verona, fiind apreciat peste tot. La Salzburg atrage atenția marelui dirijor Herbert von Karajan, cu care va realiza rolul Dimitri din Boris Godunov de Musorgski.
În 1970 apare la Foro Italico din Roma într-un concert-spectacol, cu dirijorul american Leonard Bernstein, sub a cărui baghetă va interpreta apoi la Viena, Cavalerul rozelor de Richard Strauss. La 32 de ani debutează la Scala, în rolul Calaf. La Metropolitan Opera din New York cântă in cinci reprezentații ale operelor Trubadurul, Fidelio și Paiațe. Cântă Bal mascat la Buenos Aires, Tosca la San Francisco, Fidelio la Bicentenarul Beethoven de la Bonn, Boema și Tosca la München, Trubadurul și Bal mascat la Napoli, Aida la Roma, Trubadurul, alături de Montserrat Caballé la Teatrul Antic din Orange, unde realizează primul film de televiziune și Aida la Covent Garden din Londra, împreună cu Leontyne Price. Până în anul 1981 Spiess adaugă la repertoriul său câteva partituri vocal-simfonice de referință : Cântecul pământului de Mahler, Requiemul de Verdi, Missa Solemnis de Beethoven și Ioana pe rug de Honegger.
Ludovic Spiess a cântat alături de nume mari precum: Brigit Nilsson, Martina Arroyo, Nicolai Ghiaurov, Christa Ludwig, Gwyneth Jones, Katia Ricciarelli, Virginia Zeani, Peter Schreier, Mario Sereni, Cesare Siepi, Sena Juriac, Dietrich Fischer-Dieskau. A colaborat cu dirijori precum: Leonard Bernstein, Herbert von Karajan, Karl Bohm, Roberto Benzi, Giuseppe Patane, Alberto Erede, Otto Klemperer, Kurt Adler, Nello Santi, Wolfgang Sawalisch, Francesco Molinari-Pradelli, Josef Krips, Rafael Kubelik, Gianandrea Gavazzeni, Boris Haitink, Michel Plasson sau Ricardo Muti.
A avut o carieră densă, deși destul de scurtă, pe care a completat-o în plan socio-politic, fiind Directorul Festivalului Internațional "George Enescu" în anul 1991, Ministru al Culturii în Guvernul Stolojan (1991-1992), director al Operei Române din București între 2001-2005 și Președintele Comitetului Național Român pentru UNICEF. Ca ministru al culturii în guvernul Stolojan, a redeschis Castelul Peleș vizitatorilor, amenajându-l ca muzeu și a organizat centre culturale românești la Viena, Budapesta, Veneția și New York.
Ludovic Spiess are numeroase înregistrări la Electrecord dar și în străinătate la case de discuri precum: Decca, Philips, EMI, Intercord, RCA sau Ariola. Rolul său favorit a fost Rodolfo din Boema.
A murit de infarct în timpul unei partide de vânătoare în județul Teleorman. Între hobby-urile lui Spiess s-au regăsit vânătoarea, pescuitul, ping-pong-ul, gastronomia și colecționarea pipelor.

## Discografie selectivă
- Ludwig van Beethoven - Fidelio - Brigit Nilsson, Ludovic Spiess, Frantz Crass, Theo Adam, Helen Donath, Sigrfied Vogel, Gerhard Unger; Corul și Orchestra RAI, dirijor Leonard Bernstein; Hunt 2CD (live, 17 martie 1970)
- Christoph Willibald Gluck - Ifigenia în Aulida - Anna Moffo, Dietrich Fischer-Dieskau, Ludovic Spiess; Corul Bayerrischen Rundfunks, Munchner Rundfunksorchester, dirijor Kurt Eichhorn; Eurodisc 2CD (1972)
- Modest Musorgski - Boris Godunov - Nicolai Ghiaurov, Martti Talvela, Anton Diacov, Ludovic Spiess; Wiener Sängerknaben, Corul radioului din Sofia, Corul Staatsoper Viena, Orchestra Filarmonicii din Viena, dirijor Herbert von Karajan; Decca 3CD (1970)
- Modest Musorgski - Hovanscina - Nicolai Ghiaurov, Veriano Luchetti, Ludovic Spiess, Cesare Siepi, Fiorenza Cossotto; Corul și orchestra Operei din Roma, dirijor Bogo Leskovich; Bella Voce 2CD (live, 10 noiembrie 1973)
- Giacomo Puccini - Boema - Eugenia Moldoveanu, Ludovic Spiess, David Ohanesian, Pompei Hărășteanu, Constantin Gabor; Corul și orchestra Operei de Stat din București, dirijor Constantin Petrovici; Vox 2CD (1982)
- Giacomo Puccini - Turandot - Maria Slătinaru, Ludovic Spiess, Octav Enigărescu, Valentin Teodorian, Corneliu Fânățeanu; Corul și orchestra radio din București, dirijor Carol Litvin; Vox Box 2CD (1970)
- Camille Saint-Saens - Samson și Dalila - Elena Cernei, Ludovic Spiess, Dan Iordăchescu, Constantin Dumitru, Nicolae Florei; Corul și orchestra radio din București, dirijor Kurt Adler; Electrecord 3LP (live, 1969)
- Bedrich Smetana - Dalibor - Eberhard Waechter, Ludovic Spiess, Leonie Rysanek; Corul și orchestra Operei de Stat din Viena, dirijor Josef Krips; RCA 2CD (live, 19 octombrie 1969)
- Giuseppe Verdi - Forța destinului - Maria Slătinaru, Ludovic Spiess, Zenaida Pally, Nicolae Herlea, Nicolae Florei, Constantin Gabor; Corul și orchestra radio din București, dirijor Carol Litvin; Electrecord 3CD

## Premii și distincții
- premiul I, Toulouse (1964)
- premiul I, Concursul de canto de la Rio de Janeiro (1965)
- premiul I, Olanda (1966)
- Crucea de Onoare a Austriei pentru Știință și Artă - Clasa I
- Doctor Honoris Causa - Universitatea Națională de Muzică București (2004)
- Ordinul Meritul Cultural clasa a III-a (12 septembrie 1968) „pentru merite deosebite în activitatea muzicală”[6]
- Ordinul Meritul Cultural clasa a II-a (1971) „pentru merite deosebite în opera de construire a socialismului, cu prilejul aniversării a 50 de ani de la constituirea Partidului Comunist Român”[7]
- Ordinul național Steaua României în grad de Cavaler (2001) „pentru îndelungata și prodigioasa carieră artistică, recunoscută pe plan intern și internațional, cu ocazia aniversării a 80 de ani de existență a Operei Naționale din București”[8]